# 8101 Yasue
8101 Yasue (1993 XK1) là một tiểu hành tinh vành đai chính được phát hiện ngày 15 tháng 12 năm 1993 bởi T. Kobayashi ở Oizumi.